# Nances
Nances är en kommun i departementet Savoie i regionen Auvergne-Rhône-Alpes i sydöstra Frankrike. Kommunen ligger i kantonen Le Pont-de-Beauvoisin som tillhör arrondissementet Chambéry. År 2022 hade Nances 534 invånare.

## Befolkningsutveckling
Antalet invånare i kommunen Nances
| Referens: INSEE |